# ادوارد سی. آلدریج
ادوارد سی. آلدریج (انگلیسی: Edward C. Aldridge, Jr.؛ زادهٔ ۱۸ اوت ۱۹۳۸) یک سیاست‌مدار اهل ایالات متحده آمریکا است.